# Нове Пшибоєво
Нове Пшибоєво (пол. Nowe Przybojewo) — село в Польщі, у гміні Червінськ-над-Віслою Плонського повіту Мазовецького воєводства.
Населення — 388 осіб (2011).
У 1975-1998 роках село належало до Плоцького воєводства.

## Демографія
Демографічна структура станом на 31 березня 2011 року:
|          | Загалом | Допрацездатний вік | Працездатний вік | Постпрацездатний вік |
| -------- | ------- | ------------------ | ---------------- | -------------------- |
| Чоловіки | 204     | 50                 | 134              | 20                   |
| Жінки    | 184     | 41                 | 106              | 37                   |
| Разом    | 388     | 91                 | 240              | 57                   |